# ما وراء البحر المشرق
ما وراء البحر المُشرق هي رواية مغامرات خيالية تاريخية للأطفال صدرت عام 2017 من تأليف الكاتبة الأمريكية لورين وولك. نُشرت من قبل كتب داتون للقراء الشباب في 2 مايو 2017    

## الحبكة
تدور أحداث رواية ما وراء البحر المشرق حول فتاة تُدعى كرو عثر عليها أوش في جزر إليزابيث. تتربى على يد أوش وجارتهما الآنسة ماجي. بعد سنوات، كبرت كرو وحاولت التعرف على تاريخها وعائلتها.   

## الجوائز والاستقبال
- أفضل كتاب من الإذاعة الوطنية العامة (NPR) لعام 2017 [8]
- مجلة الآباء - أفضل كتاب لعام 2018.
- اختيار المحررين في مجلة بوكليست
- بوكبيج - أفضل كتاب لعام 2018.
- مجلة ذا هورن بوك - اختياره الكتاب الذي أحدث ضجة 2018.
- مراجعات كيركس - أفضل كتاب لعام 2018.
- مجلة مكتبة المدرسة - أفضل كتاب لعام 2018.
- صحيفة شارلوت أوبزرفر - أفضل كتاب لعام 2018
- مجلة ساذرن ليفينغ - أفضل كتاب لهذا العام.
- مكتبة نيويورك العامة - أفضل كتاب لعام 2018.
- الفوز بجائزة سكوت أوديل للرواية التاريخية لعام 2018.